# Jaldurga, Lingsugur
Jaldurga là một làng thuộc tehsil Lingsugur, huyện Raichur, bang Karnataka, Ấn Độ.